# Fríðrikskirkjan
Fríðrikskirkjan er en kirke på Færøerne i Nes på Eysturoy. Den hører til Færøernes folkekirke. Kirken er tegnet af den færøske arkitekt Høgni Würdig Larsen. Grundstenen blev lagt 7. oktober 1993, og den færdige bygning indviedes 27. november 1994. Kirken er opkaldt efter Fríðrikur Petersen, der var provst i Nes fra 1900 til 1917, og hvis far Jóhannes Petersen var lærer og degn ved kirken i Nes.
Fríðrikskirkjann erstattede den gamle kirke i Nes fra 1843. Der var i årene efter århundredeskiftet en øget tilvækst i befolkningstallet specielt efter 2. verdenskrig på Færøerne. 
Kirken består af tre bygninger. Den bærende konstruktion er lavet i hvidmalet beton, mens bærende tagkonstruktion består af hvidt farvet limtræ. De indre vægge af skibet er lavet af hvidmalet beton, mens altervæggen består af hvidt malet, pudset armeret beton. Gulvet foran og bagsiden af kirken er af portugisisk skifer. Kirkens inventar blev også tegnet af Høgni W. Larsen. Altertavlen, alteret og prædikestolen er lavet af sort svensk granit og messing, mens døbefonten er lavet af færøsk søjleformet basalt og messing. Altertavlen vejer omkring seks ton og alteret omkring tre ton. Høgni W. Larsen har også designet den specielle lysekroner, lamper og messing lysestager. Klokken er støbt i Tønsberg i Norge af Olsen-Nauen og bærer teksten "jeg ringer i glæde, jeg ringer i sorg – vor Gud er så fast en borg". Kirkeskibet er en slup " Sjóborgin" som står i forkirken.